# Ригель (Лоза)

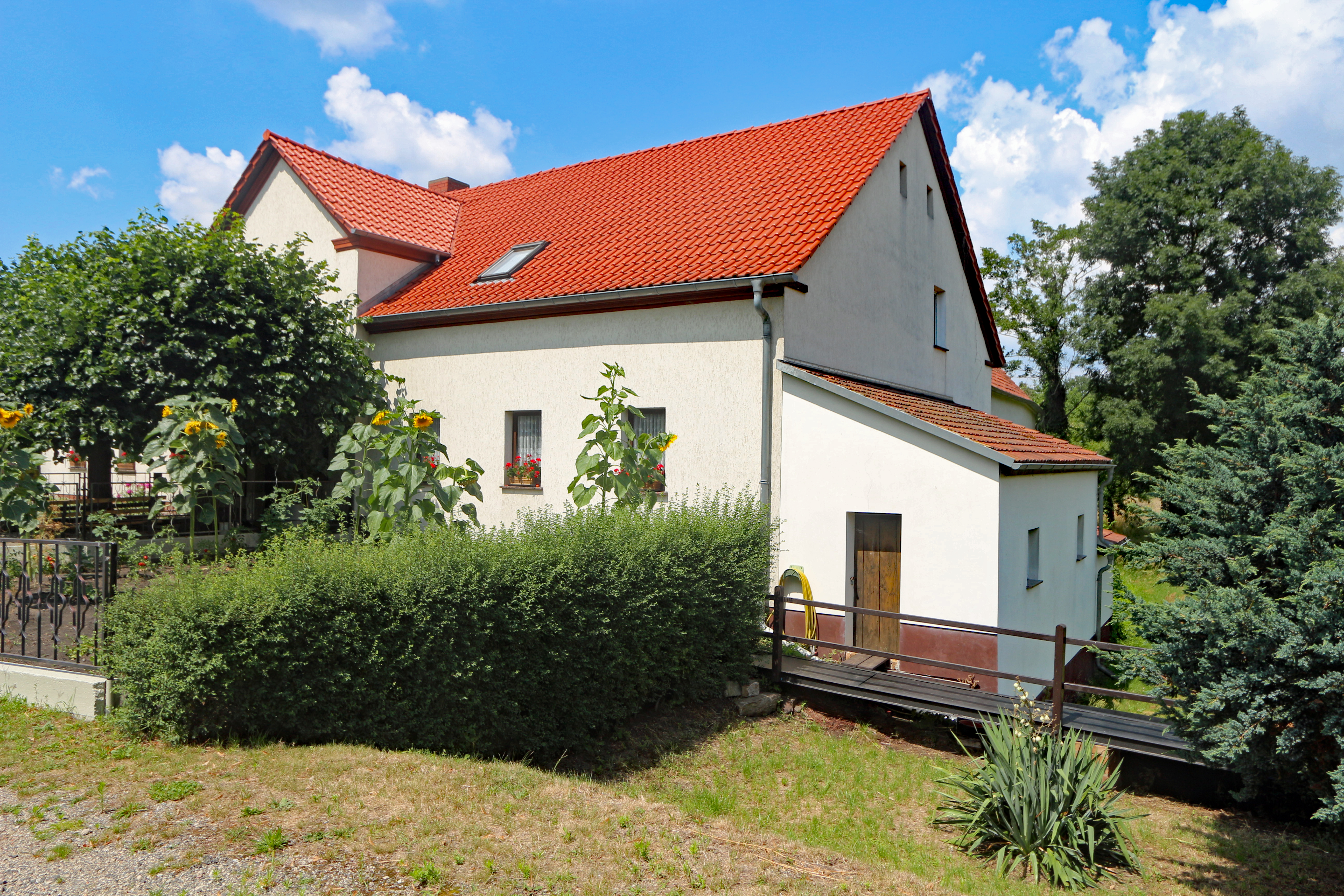
Мельница

Ри́гель или Ро́голнь (нем. Riegel; в.-луж. Roholńо файле) — деревня в Верхней Лужице, Германия. Входит в состав коммуны Лоза района Баутцен в земле Саксония. Подчиняется административному округу Дрезден.

## География
Находится в южной части района Лужицких озёр на южном берегу Шибойского озера в нескольких километрах на восток от города Хойерсверда. Через деревню проходит автомобильная дорога S108.
Соседние населённые пункты: на востоке — деревня Тыгельк, на юго-востоке — деревня Белы-Холмц, на юго-западе — деревня Горникецы (входит в городские границы Хойерсверды) и на западе — город Хойерсверда.

## История
Впервые упоминается в 1537 году под наименованием die Heyde am Rigell.
С 1998 по 1994 год входила в коммуну Вайсколльм. С 1994 года входит в современную коммуну Лоза.
В настоящее время деревня входит в состав культурно-территориальной автономии «Лужицкая поселенческая область», на территории которой действуют законодательные акты земель Саксонии и Бранденбурга, содействующие сохранению лужицких языков и культуры лужичан.
Исторические немецкие наименования.
- die Heyde am Rigell, 1537
- Rügel, 1568
- Riegel, 1612
- Reigel oder Rügel, 1791

## Население
Официальным языком в населённом пункте, помимо немецкого, является также верхнелужицкий язык.
Согласно статистическому сочинению «Dodawki k statisticy a etnografiji łužickich Serbow» Арношта Муки в 1884 году в деревне проживало 89 человек (из них — 86 серболужичан (97 %)).
Лужицкий демограф Арношт Черник в своём сочинении «Die Entwicklung der sorbischen Bevölkerung» указывает, что в 1956 году при общей численности в 126 человек серболужицкое население деревни составляло 86,5 % (из них верхнелужицким языком владело 80 взрослых и 29 несовершеннолетних).
| 1825 | 1871 | 1885 | 1905 | 1925 | 1939 | 1946 | 1950 | 1964 |
| ---- | ---- | ---- | ---- | ---- | ---- | ---- | ---- | ---- |
| 72   | 97   | 92   | 71   | 67   | 95   | 131  | 123  | 122  |